# Graeme Gorham
Graeme Gorham (né le 12 juin 1987) est un sauteur à ski canadien.

## Palmarès

### Jeux Olympiques
| Épreuve / Édition | Turin 2006 |
| Grand Tremplin    | 50e        |
| Par équipes       | 15e        |

### Championnats du Monde Junior
| Épreuve / Édition | Rovaniemi 2005 |
| Individuel        | 33e            |
| Par équipes       | 7e             |